# Renārs Uščins
Renārs Uščins (Cēsis, 29 de abril de 2002) é um jogador de handebol alemão.

## Carreira
Filho do jogador e treinador de handebol letão Armands Uščins, cresceu na Alemanha desde 2005. Ele jogou handebol pela primeira vez em Kühnau, um subúrbio de Dessau, onde seu pai jogou handebol na 2ª Bundesliga pelo Dessau-Rosslauer HV. Aos 13 anos mudou-se para Magdeburg, onde frequentou a escola de esportes. Jogou na 3ª liga com o SC Magdeburg Youngsters.
Em fevereiro de 2021 foi emprestado ao Bergischen HC até o final da temporada 2020/21 e fez 23 partidas na Bundesliga, nas quais marcou 22 gols. A partir de fevereiro de 2022 ele foi autorizado a jogar pela segunda equipe do TSV Hannover-Burgdorf. Na temporada 2021/22 disputou a Bundesliga pelo SCM e comemorou o campeonato alemão de 2022.
Uščins fez parte da seleção alemã sub-19 que venceu o Campeonato Europeu de Handebol Masculino Sub-19 de 2021. Ele foi eleito para o All-Star-Team do torneio. Ele foi capitão da Alemanha Sub-21 no Campeonato Mundial Júnior Masculino de Handebol de 2023, no verão de 2023, que a Alemanha venceu.
Uščins jogou pela seleção principal da Alemanha no Campeonato Europeu de Handebol Masculino de 2024. Ele foi eleito Jogador da Partida nas semifinais, onde a Alemanha perdeu por 29–26 para a Dinamarca. Nos Jogos Olímpicos de Verão de 2024, em Paris, conquistou a medalha de prata no torneio masculino do handebol, após confronto na final contra a equipe dinamarquesa.